# Oskar-Heinrich Bär

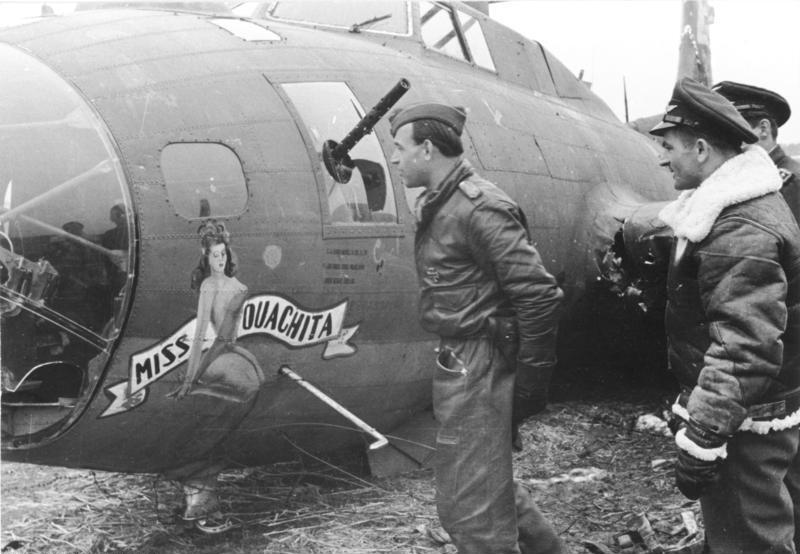
Major Heinz Bär (Bildmitte) vor einem abgeschossenen amerikanischen Bomber Boeing B-17F nahe der holländischen Grenze (1944)

Oskar-Heinrich Bär, auch Heinrich oder Heinz genannt; (* 25. Mai 1913 in Sommerfeld; † 28. April 1957 bei Braunschweig) war ein deutscher Luftwaffenoffizier und Jagdflieger.
Er wurde in der Nachkriegszeit bis in die Gegenwart von rechten und rechtsextremen Medien und Schriftstellern rezipiert.

## Leben
Der Sohn eines Bauern lernte schon jung fliegen, wurde aber als Pilot von der Lufthansa nicht aufgenommen.

### Militärische Ausbildung
1933 meldete sich Bär freiwillig zur Kraftfahrtruppe der Reichswehr. 1937 trat er in die Luftwaffe der deutschen Wehrmacht ein. Nach der Ausbildung zum Transporterpiloten wurde er zum Feldwebel befördert. Im Anschluss wurde er zum Jagdflieger ausgebildet.

### Zweiter Weltkrieg
Nach Ende der Ausbildung wurde Bär dem Jagdgeschwader 51 zugeteilt. Er erreichte seinen ersten Luftsieg an der Westfront am 25. September 1939. Bär nahm an der Luftschlacht um England sowie am Russlandfeldzug teil. Er wurde zunächst zum Leutnant der Reserve und später zum Hauptmann der Reserve befördert und kommandierte verschiedene Einheiten. 1942 wurde Bär Kommandeur der I. Gruppe des Jagdgeschwaders 77, das von Sizilien aus im Afrikafeldzug eingesetzt wurde. Nach dem Rückzug seines Geschwaders aus Nordafrika im Mai 1943 widersprach Bär der Kritik des Oberbefehlshabers der Luftwaffe, Hermann Göring. Infolgedessen wurde er wegen „Feigheit vor dem Feind“ zum Staffelkapitän degradiert und zur Jagdflieger-Ergänzungsgruppe nach Südfrankreich strafversetzt, später aber rehabilitiert. 1944 wurde Bär Kommodore des Jagdgeschwaders 3 und 1945 Kommandeur der Ergänzungsgruppe Lechfeld bei Augsburg. Vom 14. Februar 1945 bis zum 26. April 1945 war Bär Kommandeur der III. Gruppe des Ergänzungsjagdgeschwaders 2. Danach wurde er in den gerade aufgestellten Jagdverband 44 berufen, der die neuen Me-262-Düsenjäger einsetzte. Nach der Verwundung Adolf Gallands am 26. April 1945 wurde Bär der letzte Kommandeur des Jagdverbands. Mit der Me 262 errang Bär 16 Luftsiege, damit wurde er nach Kurt Welter der zweiterfolgreichste Düsenjägerpilot des Krieges. Kurz vor Kriegsende wurde er am 22. April 1945 zum Oberstleutnant befördert. Am 3. Mai 1945 wurden die letzten Flugzeuge des Verbandes auf dem Flughafen Salzburg gesprengt und die Angehörigen des Verbandes gerieten in amerikanische Kriegsgefangenschaft.
Bär war mit insgesamt 215 Luftsiegen bei mehr als 1.000 Einsätzen einer der erfolgreichsten Jagdpiloten des Zweiten Weltkriegs. Davon erzielte er 96 Abschüsse im Osten, 45 in Nordafrika; 21 der abgeschossenen Flugzeuge waren viermotorige Bomber. Seinen 100. Luftsieg errang er am 19. Mai 1942, seinen 200. am 22. April 1944. Er wurde mehrmals abgeschossen, zum Teil über gegnerischem Gebiet. Bär erhielt hierfür die höchsten Auszeichnungen des Dritten Reiches, darunter das Ritterkreuz des Eisernen Kreuzes mit Eichenlaub und Schwertern, was als dritthöchste vergebene Auszeichnung der Wehrmacht betrachtet werden kann.

### Nachkriegszeit
Nach seiner Entlassung aus britischer Kriegsgefangenschaft ließ sich Bär in Braunschweig nieder, wo er weiter in der Luftfahrt tätig war. 1950 wurde er Vorsitzender der Motorflugkommission im Deutschen Aero Club. Bei einer Flugvorführung mit einer LF1 Zaunkönig verunglückte Bär am 28. April 1957 über dem Flugplatz Braunschweig-Waggum tödlich, als seine Maschine aus 50 Metern Höhe durch Steiltrudeln abstürzte.

## Rezeption
Die rechtsextreme National-Zeitung porträtierte Bär im Mai 2000 in ihrer Serie „Große deutsche Soldaten – unsterbliche Helden“. Die National-Zeitung glorifizierte Bärs „Zuverlässigkeit“ und „Draufgängertum“; er sei ein „‚Teufelskerl‘ in bestem Sinne“ gewesen. Im Jagdgeschwader 51 habe er sich „durch tollkühne Taten rasch Ruhm und Ehre“ erworben; nach seinen insgesamt 18 Abschüssen sei er, „kaum verarztet, sofort wieder zur Stelle“ gewesen. In der Serie wurden ausschließlich dem NS-Regime treu ergebene Soldaten gewürdigt, zum Teil unter Verwendung von sprachlichen Formeln der Wehrmachts- und NS-Propaganda. Der Politikwissenschaftler Fabian Virchow ordnet die Serie in „die Vorstellung der extremen Rechten von den auf die Tat orientierten, den Lauf des Geschehens/der Geschichte im Interesse des ‚nationalen‘ oder ‚völkischen‘ Kollektivs gestaltenden Männern“ ein. Die Charakterisierungen verwiesen „zugleich auf eine Konzeptualisierung von Männlichkeit, deren Profil – sehr vereinseitigt – durch Eigenschaften wie ‚Härte‘, ‚Opferbereitschaft‘, ‚Todesmut‘, ‚Tapferkeit‘, ‚Zähigkeit‘, ‚Schneid‘ oder ‚Steherqualitäten‘ zu markieren wäre“.